# Barri Gòtic
Il Barri Gòtic (in catalano, o Barrio Gótico in spagnolo) è il centro della città vecchia di Barcellona.
È parte del distretto Ciutat Vella ed è delimitato ad est dalla Via Laietana che lo separa dal quartiere del Born e a ovest da La Rambla che lo separa dal Raval. A sud confina invece con il Port Vell e a nord con la Plaça Catalunya.
Storicamente rappresentava fin dalle sue origini il centro politico e religioso della città, infatti Barcino, l'originario nucleo romano, sorgeva in quest'area, come testimonia la muraglia ancora quasi interamente conservata. Anche durante il Medioevo Barcellona vive in gran parte all'interno di questa muraglia, e qui sorgono le costruzioni più antiche della città, come la Cattedrale, e il Palau del Bisbe (Palazzo del Vescovo).
Oggi il quartiere è costituito da un labirintico insieme di carrers (vie) strette e piazzette, precluse al traffico normale e ricche di negozi e locali che, assieme alle numerose opere d'arte, ne fanno uno dei luoghi più turistici della città catalana, anche grazie ai sostanziali interventi di miglioramento e di lotta al degrado operati dall'amministrazione in occasione delle Olimpiadi del 1992.

## Siti di maggiore interesse turistico
- Cattedrale di Santa Eulàlia
- Santa Maria del Mar
- Santa Maria del Pi
- Museu Picasso
- Plaça Reial
- Plaça de Sant Jaume
- Casa de la Ciutat
- Els Quatre Gats
- Palau de la Generalitat de Catalunya
- Piazza San Filippo Neri
- Museo di Storia di Barcellona
- Basilica di Nostra Signora della Misericordia
- Port Vell
- El món neix en cada besada
- Mundial Palace Hotel

### Galleria d'immagini

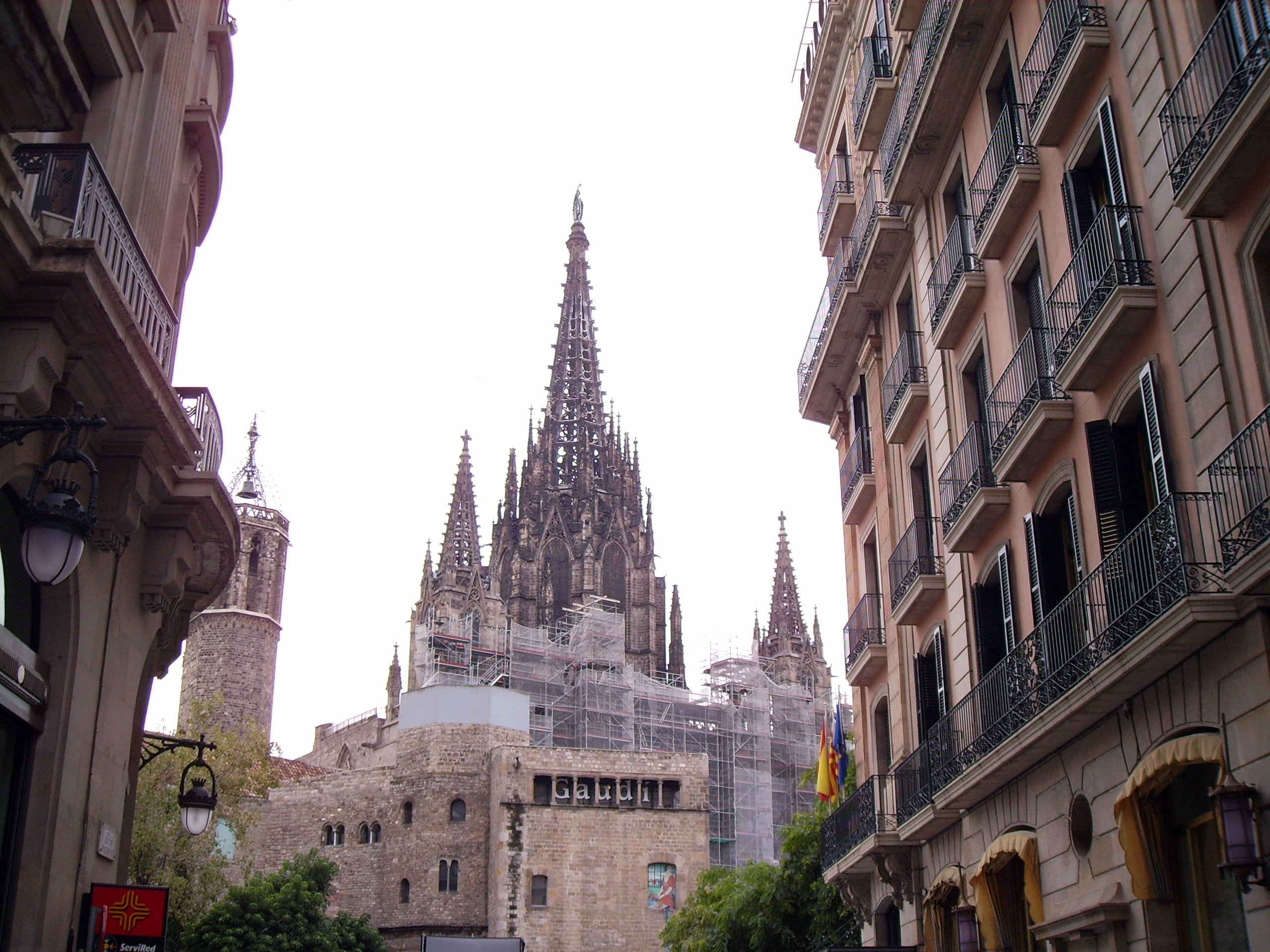
Cattedrale di Barcellona
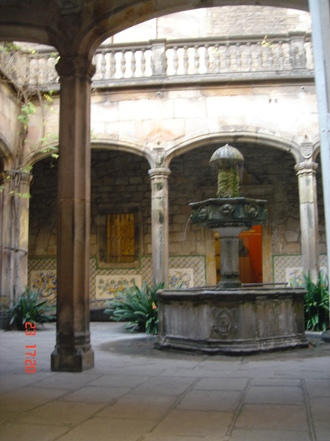
Casa dell'Arcadia Barcellona
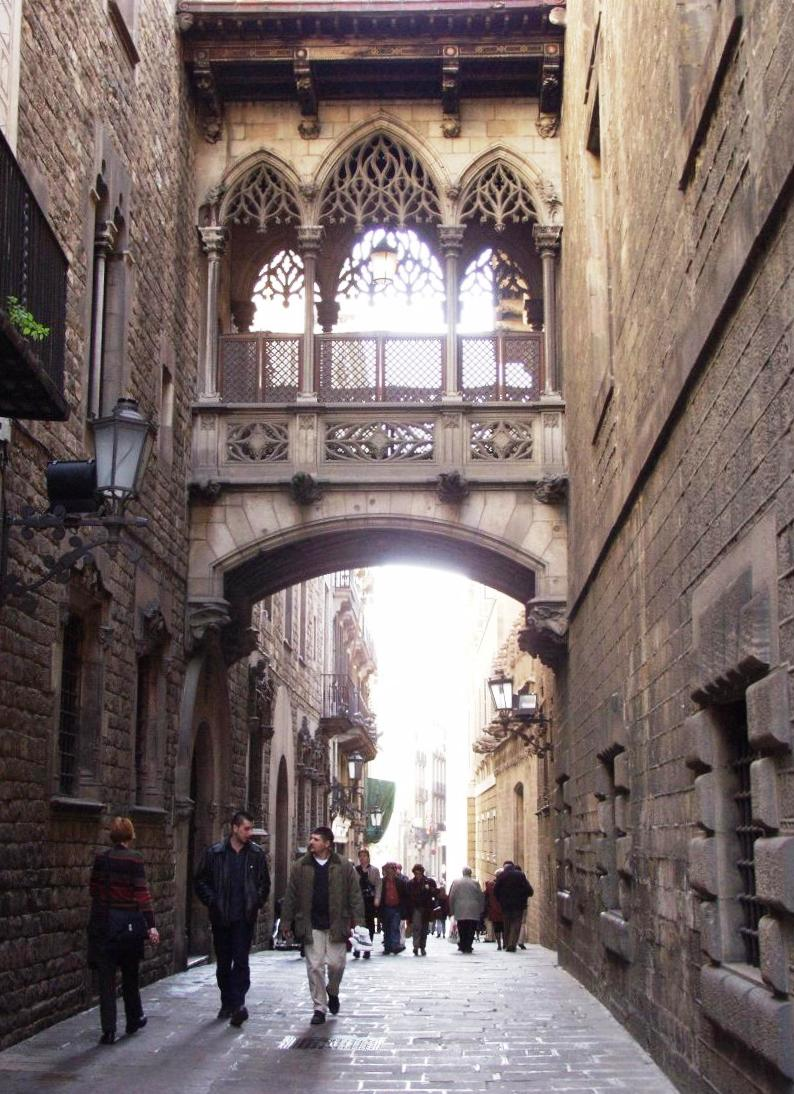
Carrer del Bisbe
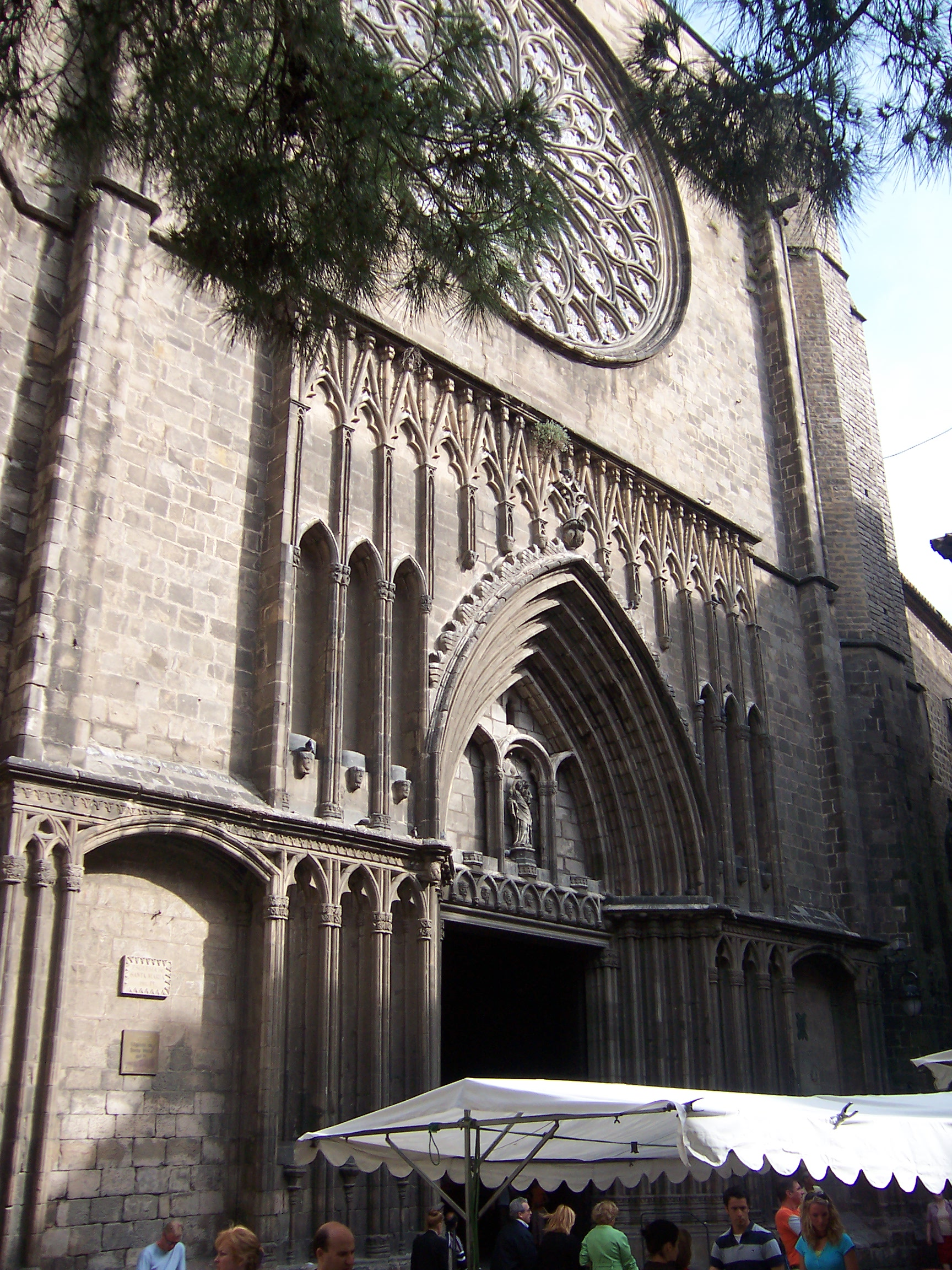
Santa Maria del Pi
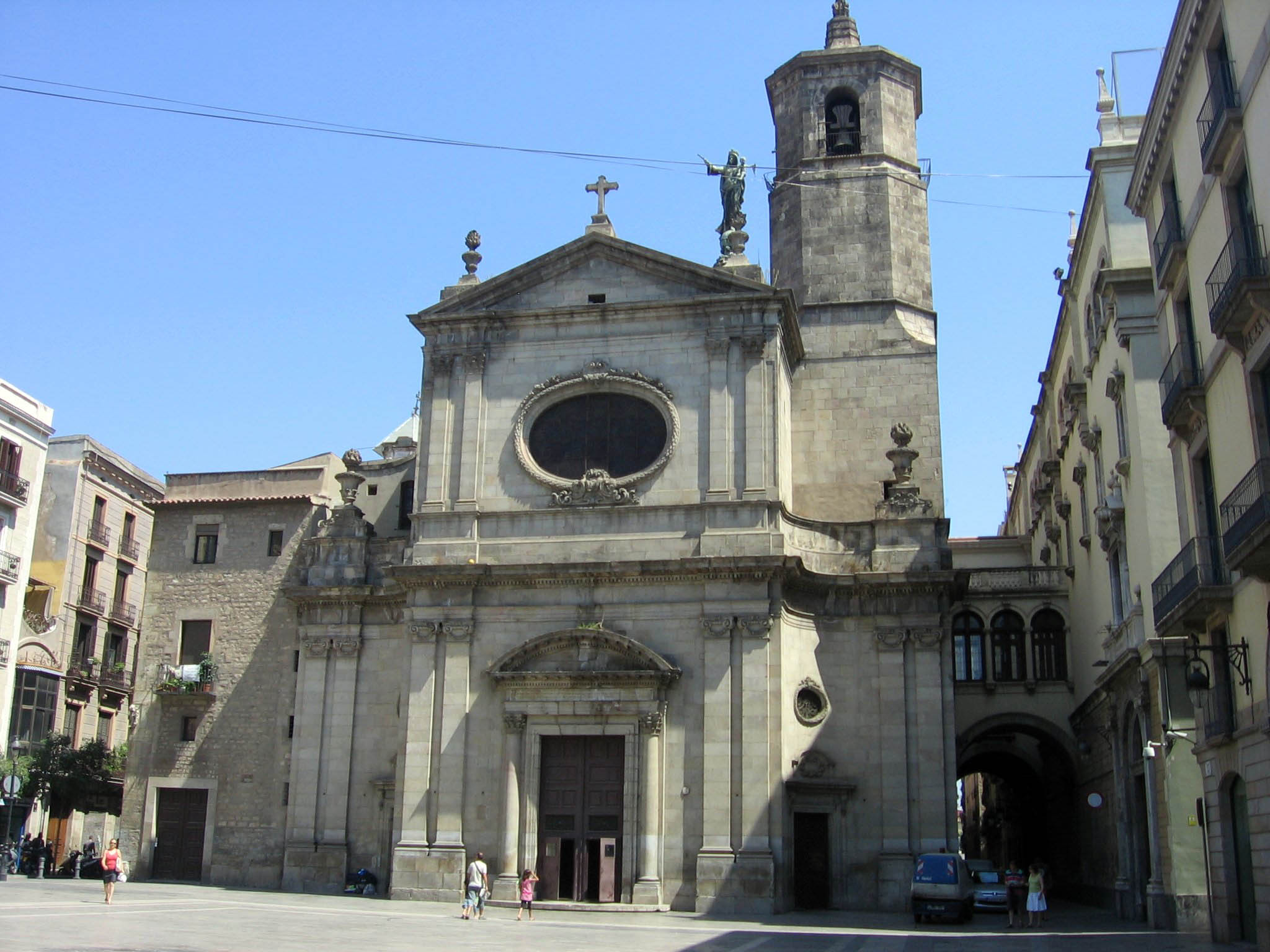
Basilica di Nostra Signora della Misericordia
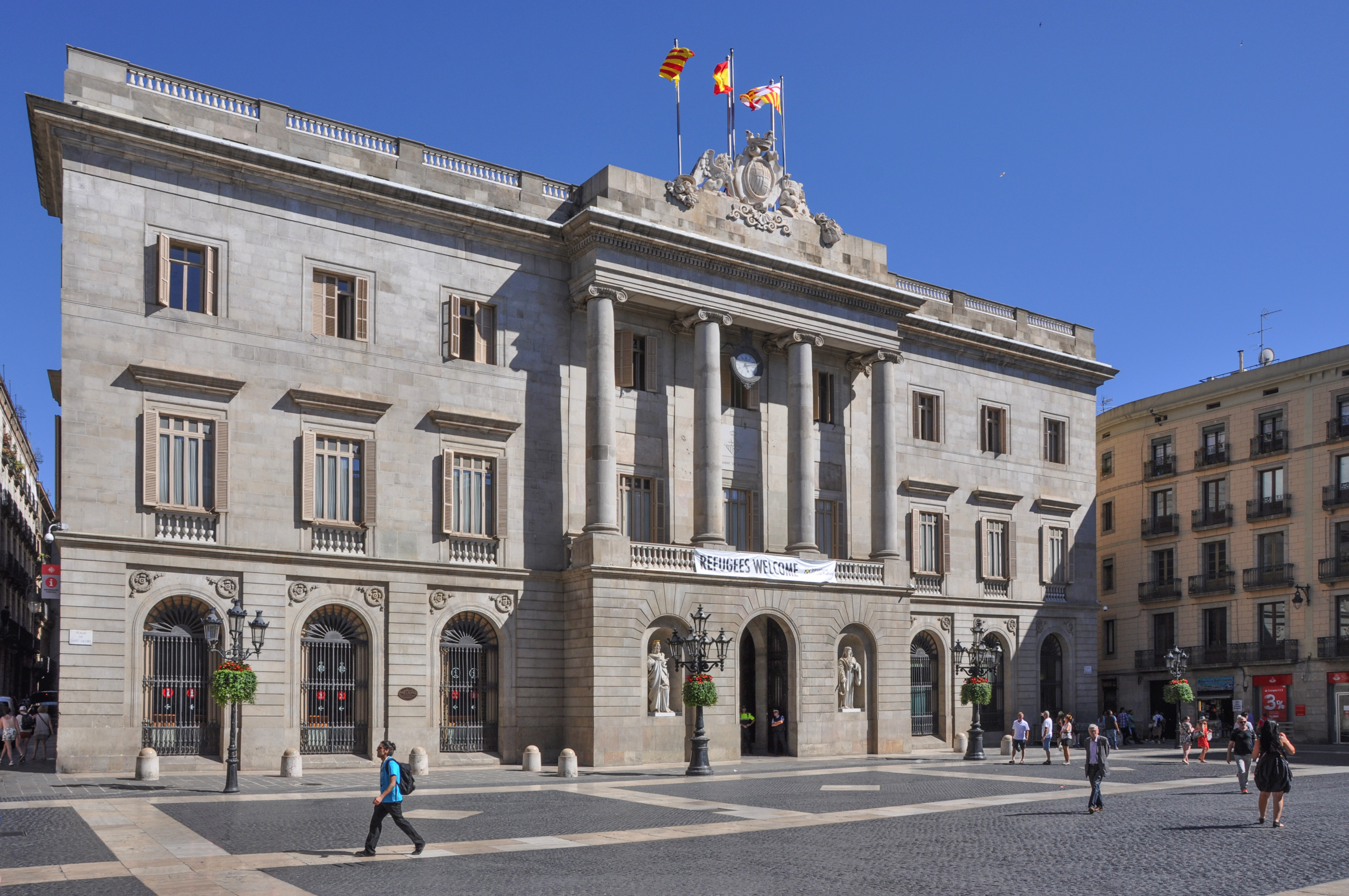
Casa de la Ciutat
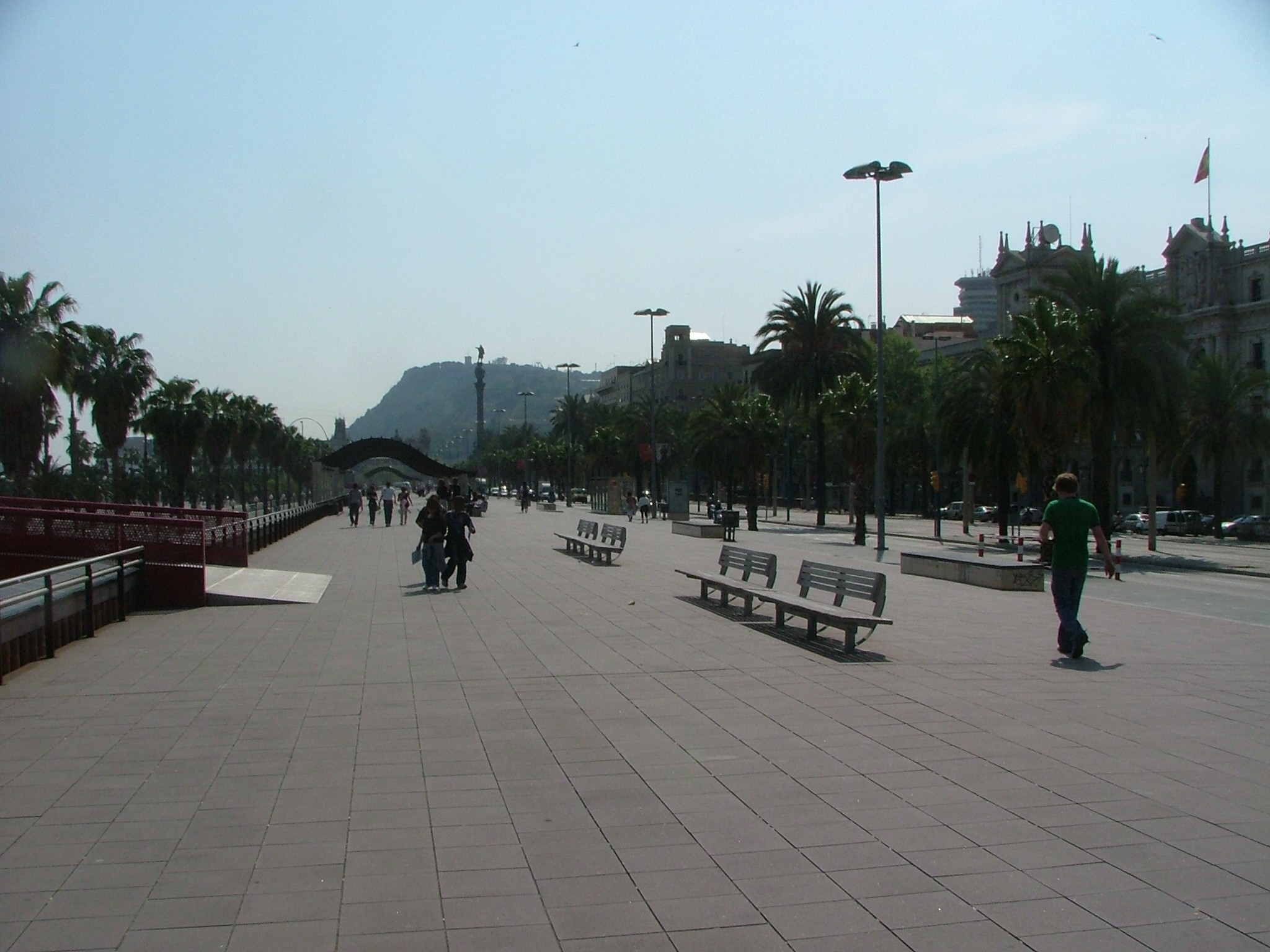
Passeig de Colon
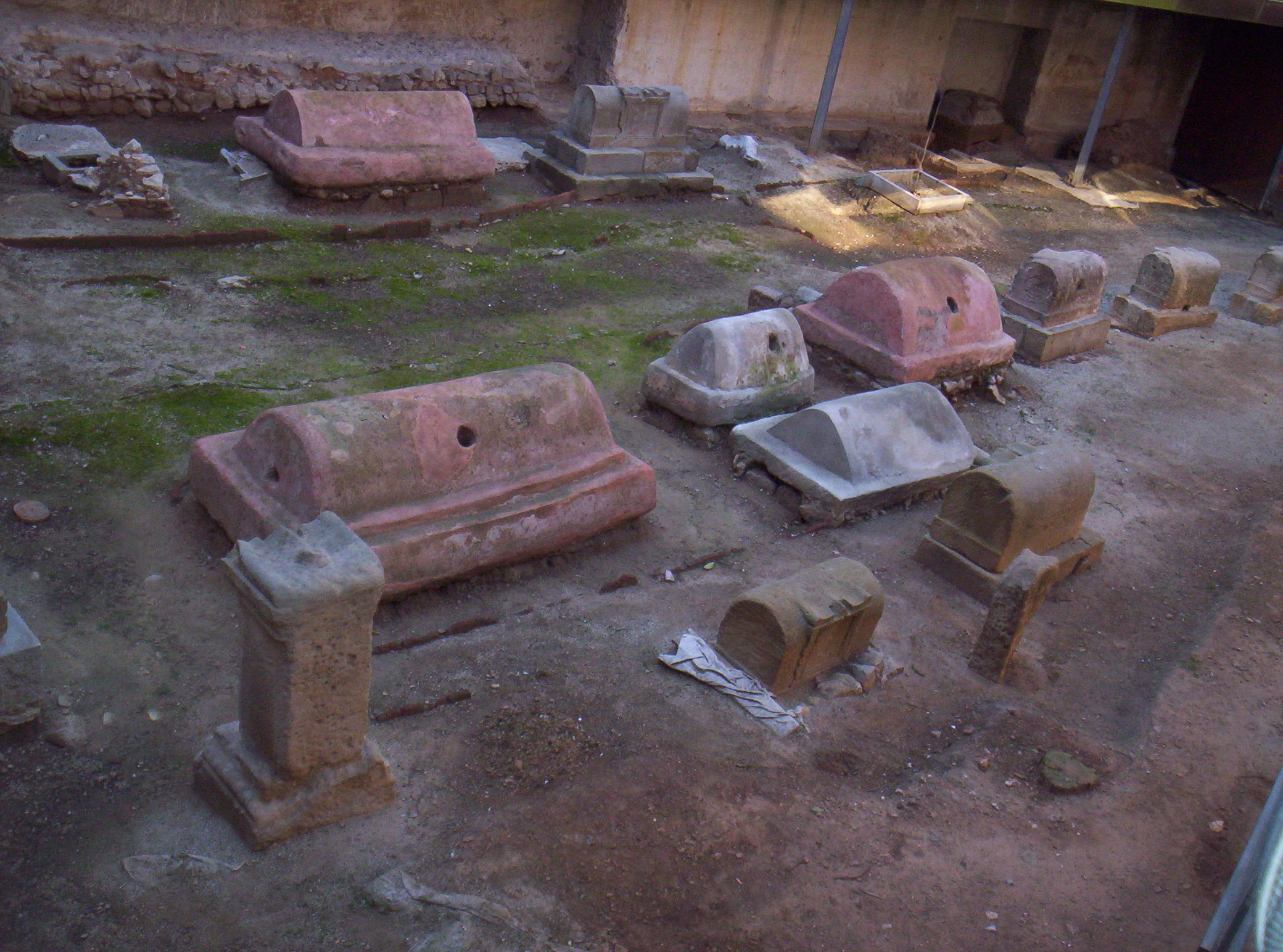
Cimitero Romano
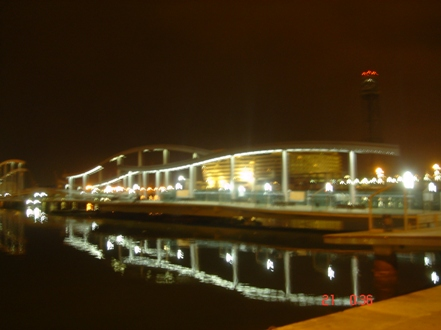
Port Vell
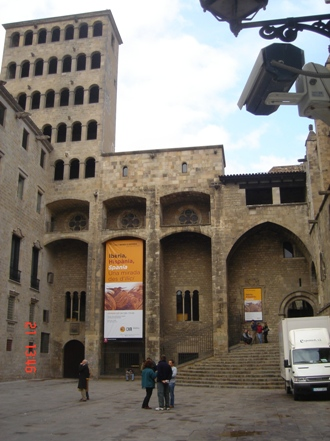
Museo Historia de la Catalunya
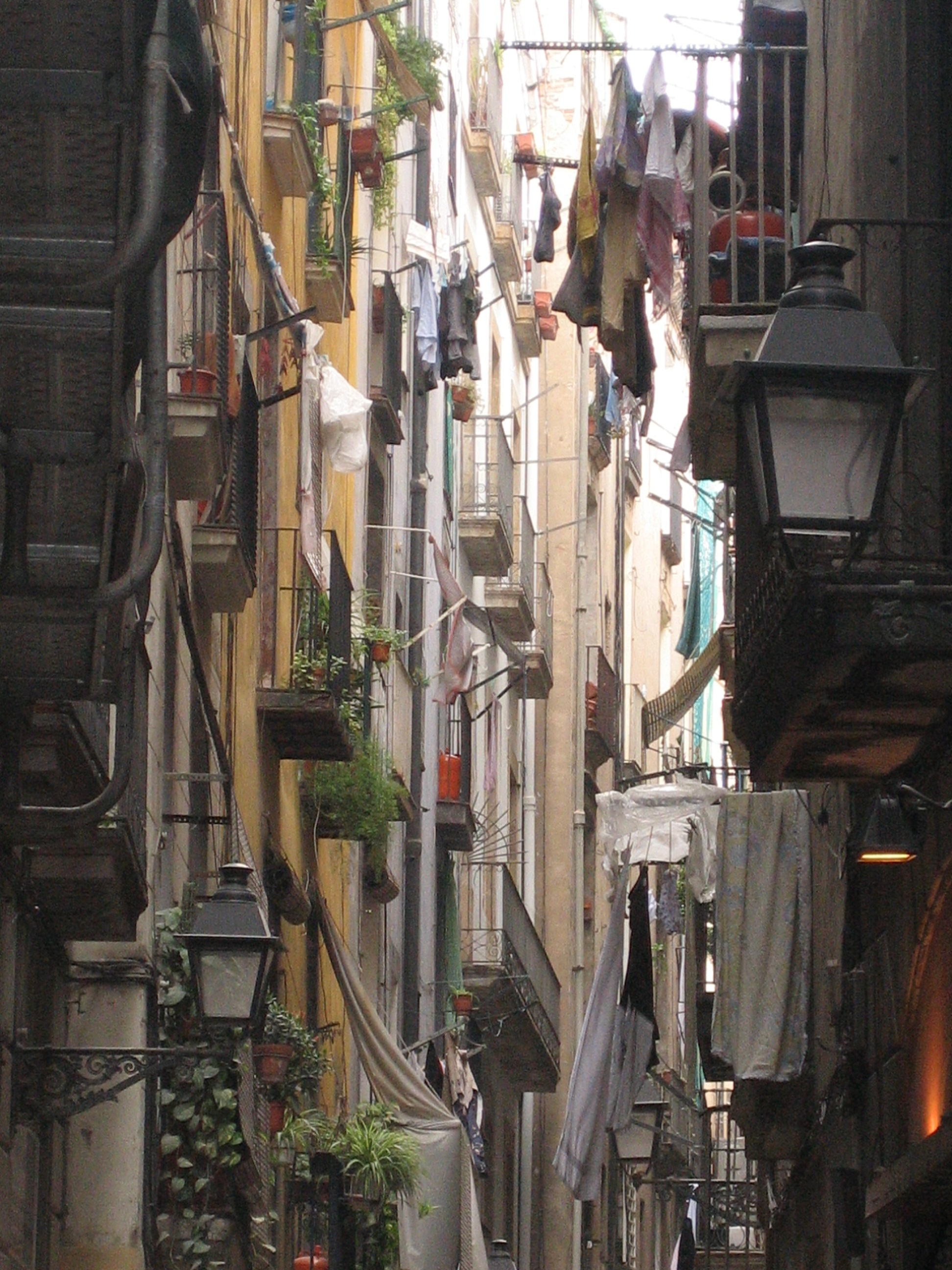
Caratteristiche vie del Barri Gòtic
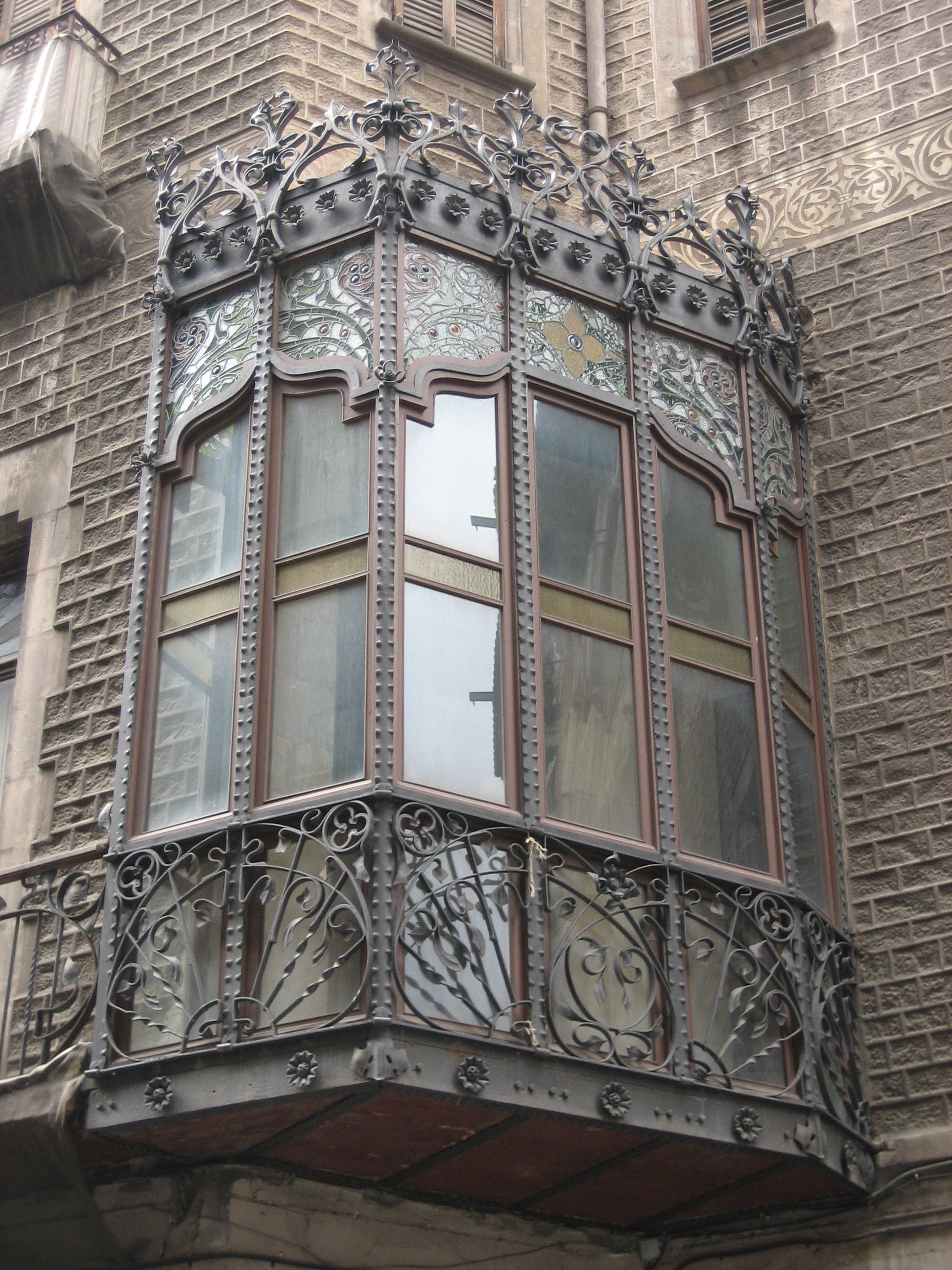
Architettura del Barri Gòtic